# Den Harrow
Stefano Zandri (* 4. Juni 1962 in Nova Milanese, Italien) ist ein italienischer Dressman. Er war das Gesicht des Projekts Den Harrow und wurde damit zu einem der bekanntesten und erfolgreichsten Entertainer im Bereich der Italo Disco in den 1980er Jahren. Zandri bewegte auf der Bühne und in Videoclips die Lippen zu Playbacks. Die Stimme steuerten bis 1991 zunächst Chuck Rolando, später Silvio Pozzoli, Tom Hooker und Anthony James bei. Zandri, der den Namen Den Harrow noch heute als Pseudonym benutzt, gab 2012 erstmals zu, dass er die Musikstücke in den 1980er Jahren nie gesungen hatte.

## Biografie
Der ehemalige Dressman und Hobbydesigner wurde in einer Mailänder Diskothek entdeckt, um die Lieder der Produzenten Chieregato und Turatti zu präsentieren. Der Künstlername Den Harrow entstand aus dem italienischen Wort Denaro, das „Geld“ bedeutet. Er nahm Gesangsunterricht, doch es stellte sich heraus, dass er überhaupt keinen Ton halten konnte. So wurde ein Studiosänger engagiert, der seine Singles und Alben einsang. Harrow konnte Hits in ganz Europa verbuchen, allein die beiden Alben Overpower (1985) und Day by Day (1987) enthielten acht Top-Ten-Singles. In Deutschland gewann Harrow 1987 den goldenen Otto der Bravo als beliebtester Sänger und verwies Michael Jackson auf Platz zwei.
Tom Hooker, der Studiosänger der beiden vorangegangenen Hit-Alben, stand für das dritte Album als Sänger nicht mehr zur Verfügung; er wollte seine selbstgeschriebenen Lieder unter eigenem Namen herausbringen und nicht mehr von Harrow als Playback vortragen lassen. So klang Harrows Stimme auf seinem dritten Album vollkommen anders – es wurde von einem neuen Studiosänger eingesungen. Zudem versuchte er sich bei Liveauftritten damit, selbst zu singen – der Schwindel flog endgültig auf. Tom Hooker, der Sänger von Bad Boy, Future Brain oder Don’t Break My Heart, sagte in einem Interview: „Den war wirklich einer der größten Entertainer. Es ist tragisch, dass er nicht singen konnte.“ Im Jahr 2009 startete Den Harrow mit Gabry Ponte als Produzent einen Comebackversuch in Europa.

## Diskografie

### Alben
- 1985: Overpower (Sänger: Tom Hooker)
- 1987: Day by Day (Sänger: Tom Hooker)
- 1988: Lies (Sänger: Anthony James)
- 1989: The Best of Den Harrow (Sänger: Tom Hooker und Anthony James)
- 1996: I, Den (Sänger: Den Harrow)
- 1999: Back from the Future (Sänger: Den Harrow)
- 2008: The Legend: 1982–2009 (Sänger: Den Harrow)

### Singles
Sänger: Chuck Rolando
- 1983: To Meet Me
- 1984: A Taste of Love

Sänger: Silver Pozzoli
- 1985: Mad Desire (Für das Album später neu von Tom Hooker eingesungen)

Sänger: Tom Hooker
- 1985: Future Brain
- 1985: Bad Boy
- 1986: Charleston
- 1986: Catch the Fox
- 1986: Overpower
- 1987: Don’t Break My Heart
- 1987: Tell Me Why
- 1988: Day by Day

Sänger: Anthony James
- 1988: Born to Love
- 1988: You Have a Way
- 1989: Holiday Night
- 1989: Take Me Back

Sänger: Den Harrow (Stefano Zandri)
- 1991: Ocean
- 1992: Real Big Love
- 1992: All I Want Is You
- 1994: Take Me
- 1995: The Universe of Love
- 1995: I Need a Lover
- 1996: Take Me
- 1997: The Universe of Love
- 1997: A Taste of Love
- 1998: I Feel You
- 1998: Future Brain 98
- 2000: Future Brain 2000
- 2001: Don’t Break My Heart 2001
- 2006: Push Push
- 2009: Take Me Away
- 2021: Always